# Donnas
Donnas (fr. AFI: [dɔnas]  - Dounàs in patois valdostano, Donàs in piemontese, Dunaz in walser) è un comune italiano di 2 389 abitanti della Valle d'Aosta sudorientale.

## Geografia fisica

### Territorio
- Classificazione sismica: zona 4 (sismicità molto bassa)[8].

### Clima
Donnas gode di un clima particolarmente mite, tenuto conto della sua posizione geografica. Tale caratteristica le vale il soprannome di "Nizza della Valle d'Aosta".

## Origini del nome
Contrariamente alle regole di pronuncia della lingua francese standard, la "s" finale di Donnas si pronuncia ("Donàs"). È scorretta la pronuncia Dònnas.
Il toponimo potrebbe derivare dal nome di una varietà di castagna locale, la donnasc.
La tesi più accreditata fa però risalire il nome a un prediale Donatis, probabilmente da fundus Donnus o Donatus.
È italianizzato in Donas durante il fascismo dal 1939 al 1946, e mantiene la grafia Donnaz dal 1946 al 1976.

## Storia
Da Donnas, epoca romana, passava la via delle Gallie, strada romana consolare fatta costruire da Augusto per collegare la Pianura Padana con la Gallia. Di questa strada, all'inizio del paese, esiste un tratto di strada ben conservato.
Un tempo il borgo sorgeva a meno di un chilometro a ovest del villaggio di Tréby: nel 1176 un'enorme frana distrusse il paese e la primitiva chiesa. Il borgo fu quindi ricostruito a ridosso della parete rocciosa.
Fu un importante centro economico e amministrativo fino al termine del XVII secolo, sotto il controllo diretto dei Savoia e dei signori di Pont-Saint-Martin.
Donnas è stato sede cantonale all'interno dell'arrondissement d'Aoste, dal 1802 al 1814.

### Simboli
Lo stemma comunale e il gonfalone sono stati concessi con decreto del presidente della Repubblica del 13 marzo 1989.
La croce sabauda ricorda che il territorio di Donnas, dal 1242 al 1694, dipendeva dai conti, poi duchi di Savoia; la lettera D è l'iniziale del nome del Comune; nel terzo quarto è raffigurata la torre di Bellegarde, antico mastio del distrutto castello di Aviès, che sorge nel comune di Donnas al confine tra la Valle d'Aosta e il Piemonte e che segnava un tempo il confine tra i regni medievali di Borgogna e d'Italia; l'ultimo quarto è ispirato allo stemma e alla bandiera della Regione autonoma.
Prima della fine dell'Ottocento il comune di Donnas utilizzava uno stemma ispirato alla sovranità sabauda sul territorio: di rosso alla croce d'argento, alla banda attraversante d'azzurro, caricata della scritta in lettere capitali DONNAS, d'oro.
Il gonfalone è un drappo partito di bianco e di rosso.

## Monumenti e luoghi d'interesse
- Donnas vanta uno dei reperti più importanti e meglio conservati della Valle d'Aosta: un tratto della via consolare romana delle Gallie, tagliata nella roccia a strapiombo sulla Dora Baltea, che poco fuori dal borgo antico viene sormontato da un arco di pietra spesso circa 4 metri con una pietra miliare numero XXXVI (le miglia da Augusta Prætoria Salassorum, l'odierna Aosta).
- Una testimonianza del florido passato di Donnas è data dai palazzi del borgo antico, tra cui il palazzo Enrielli o Henrielli (XVII secolo), i portali in noce e gli affreschi, come quelli della Confraternita dello Spirito Santo (Confrérie du Saint-Esprit), oggi sede dell'Ecomuseo della latteria turnaria di Tréby.
- Sul versante dell'envers, è possibile ammirare la Torre di Pramotton (in francese Tour de Pramotton), esagonale e risalente all'XI secolo, una delle più antiche della Valle d'Aosta, in località Pramotton, sopra Grand-Vert.
- Sempre all'envers, il selvaggio vallone del torrente Fer.
- Il paese è un tipico borgo medievale: al Medioevo risalgono resti di mura di cinta, finestre e porte lavorate. In particolare, sono degni di nota la Casaforte e torre del "conte Cammello", la torre scalare di casa Enrielli (o Henrielli). In località Rovarey si segnala una casa cinquecentesca.

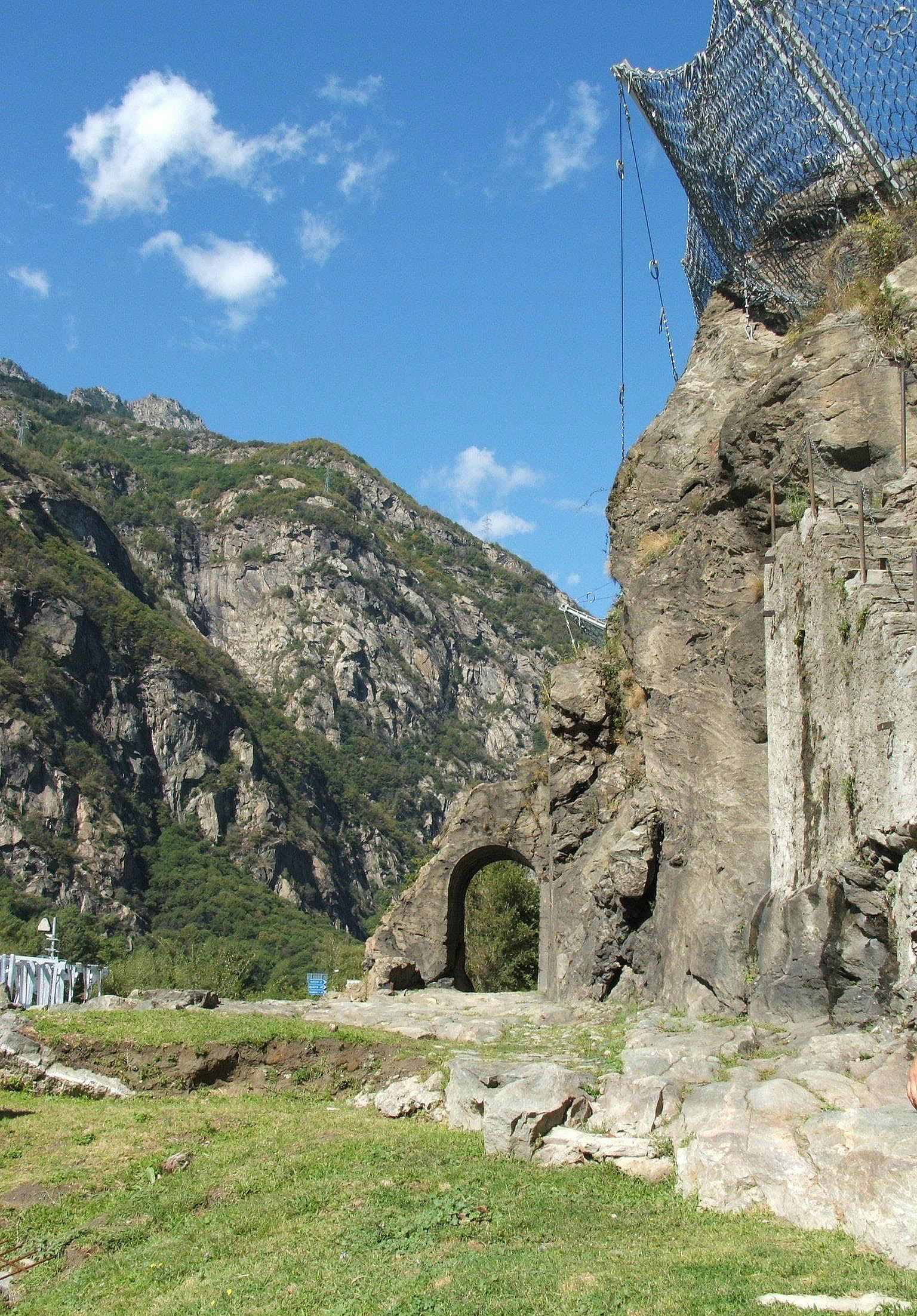
La via delle Gallie all'entrata del borgo di Donnas
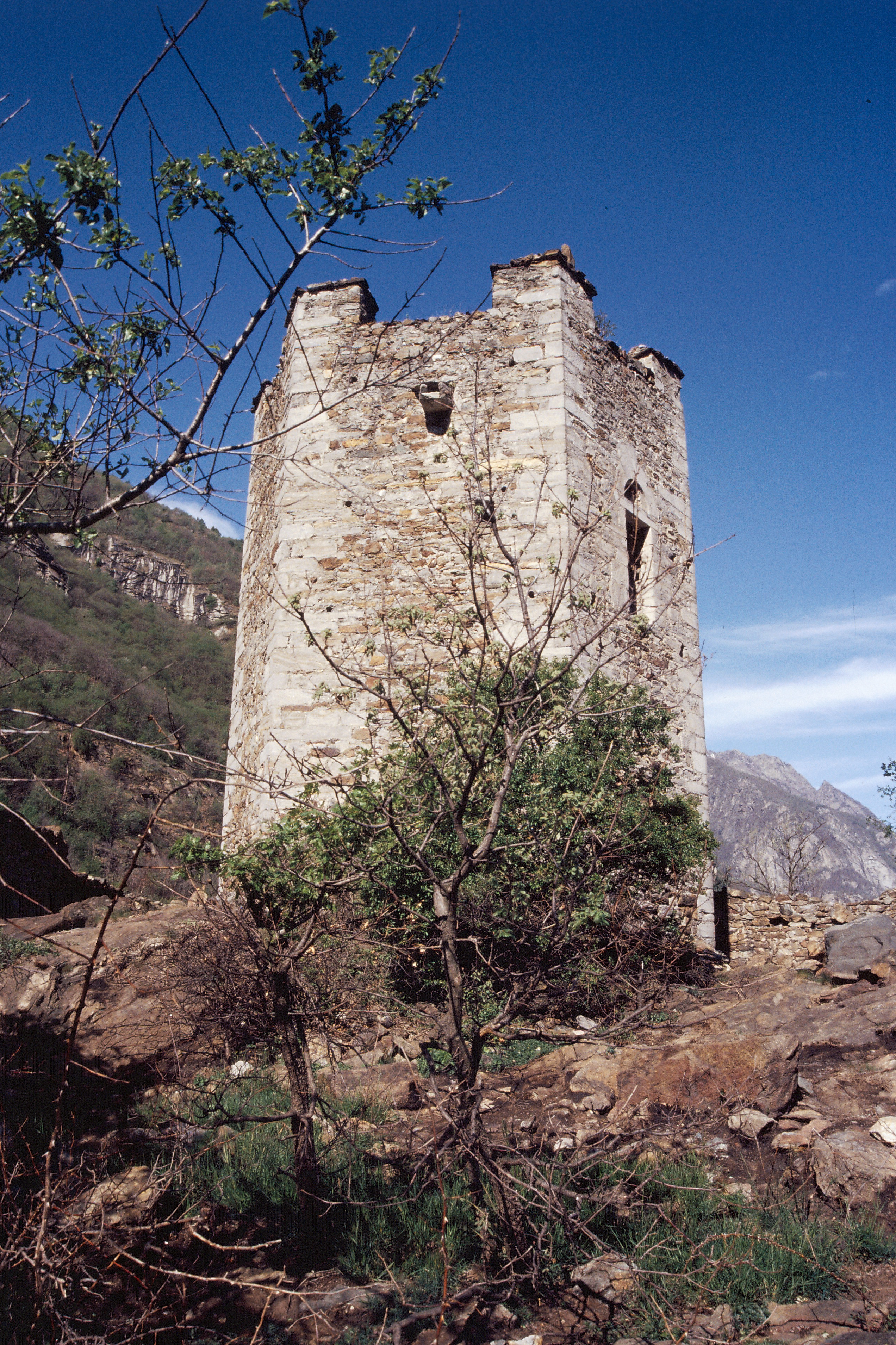
La Torre di Pramotton
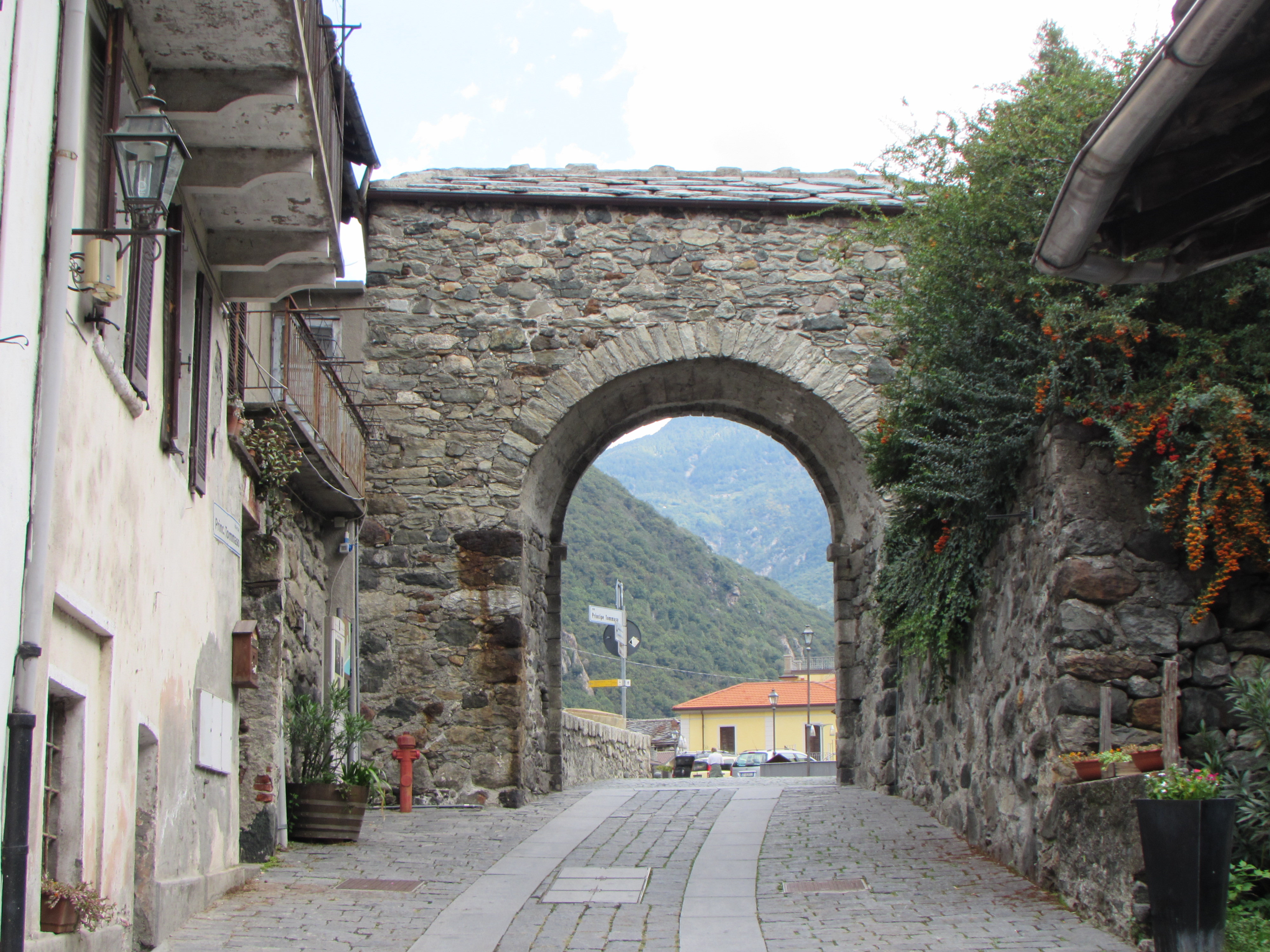
Arco di ingresso al borgo
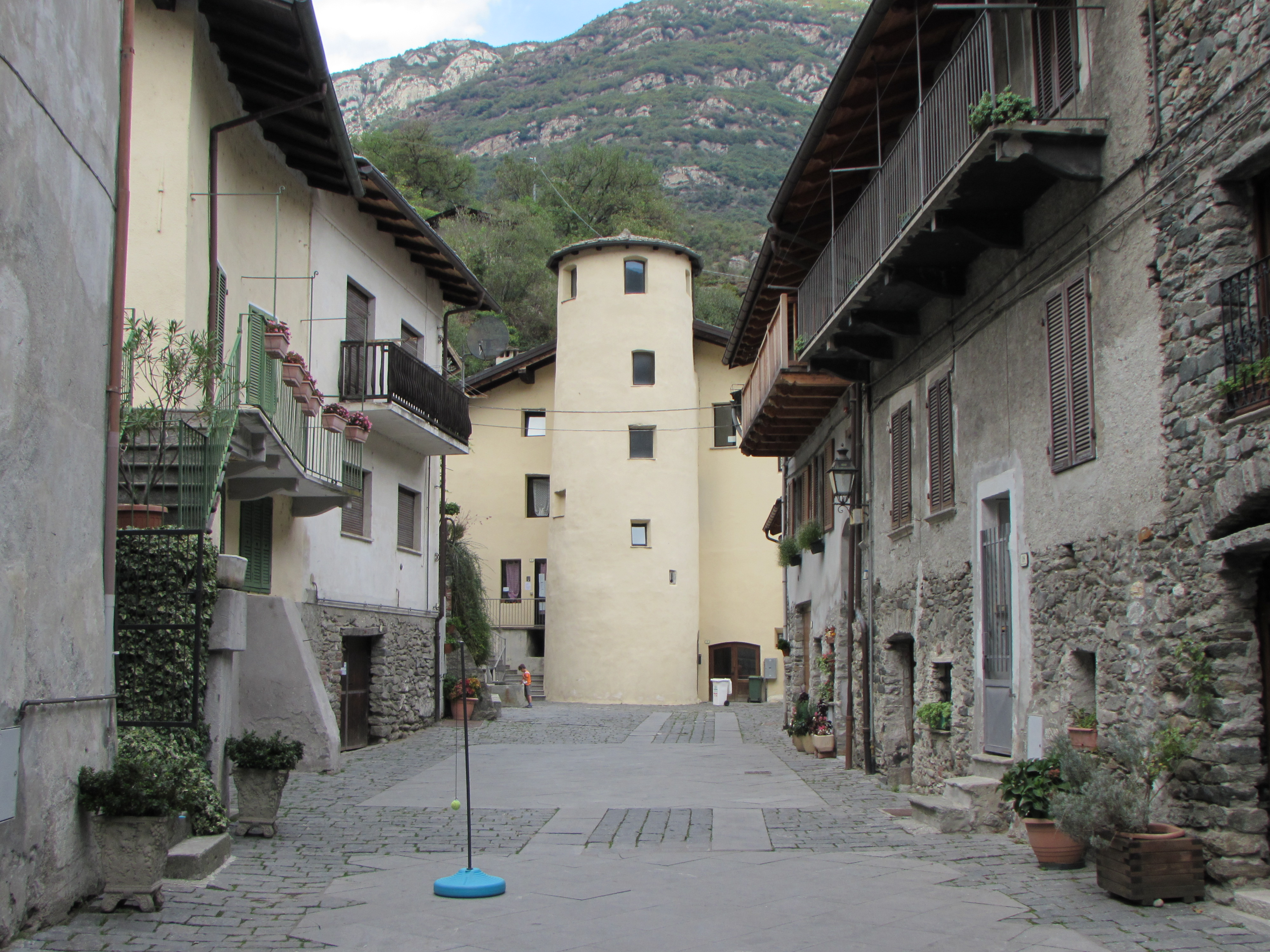
Palazzo Enrielli, sede distaccata dell'Istituto musicale della Valle d'Aosta
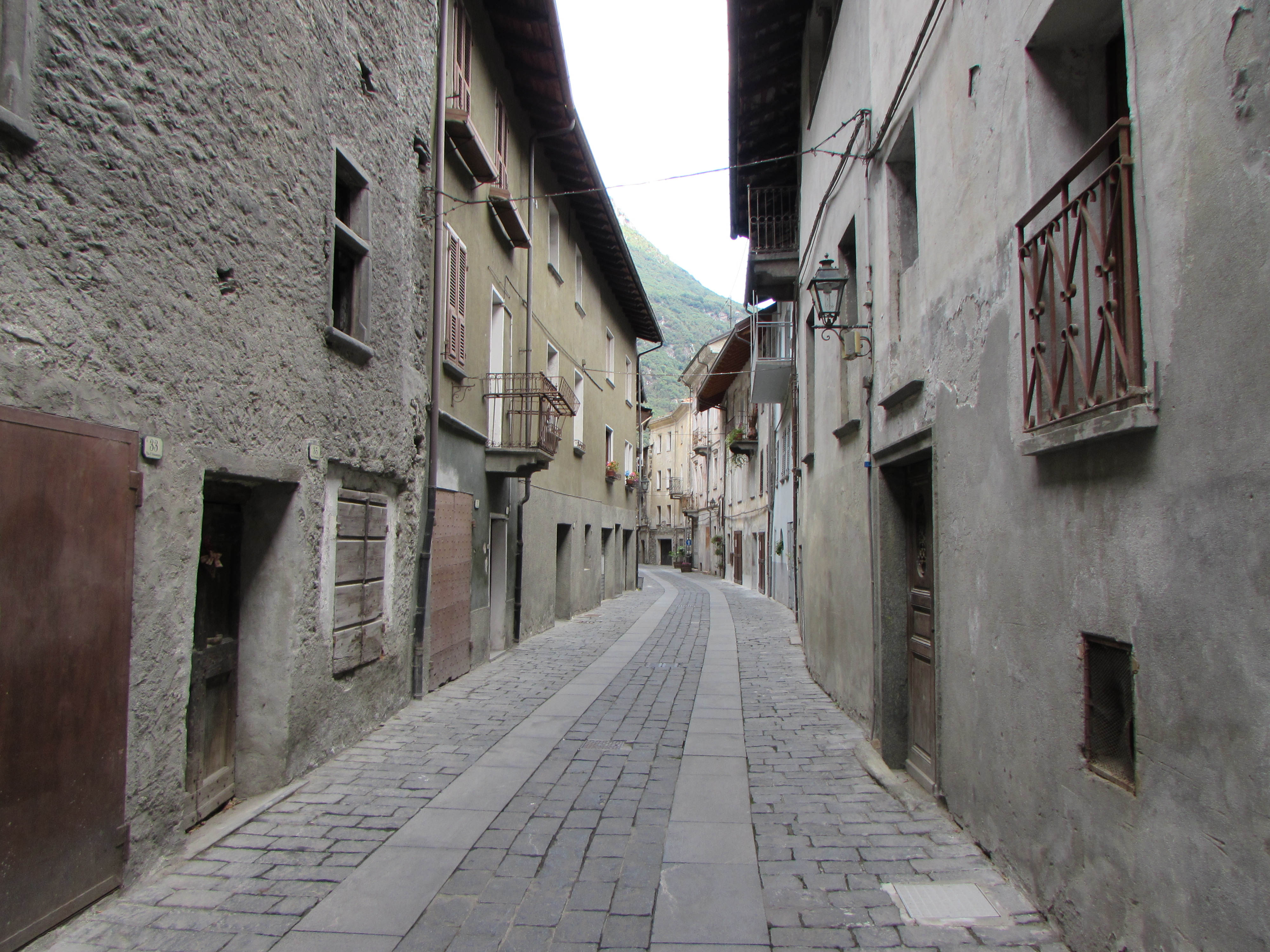
Via centrale del borgo di Donnas

## Via Francigena
Nel territorio del Comune e all'interno del borgo passa il percorso della Via Francigena valdostana, proveniente da Bard e diretta successivamente verso Pont-Saint-Martin.

## Società

### Evoluzione demografica
Abitanti censiti

### Lingue e dialetti
Come nel resto della regione, anche in questo comune è diffuso il patois valdostano. Inoltre, in virtù della vicinanza geografica con il Piemonte e dei rapporti storici con il Canavese, la popolazione locale capisce bene e parla anche il piemontese.

## Cultura

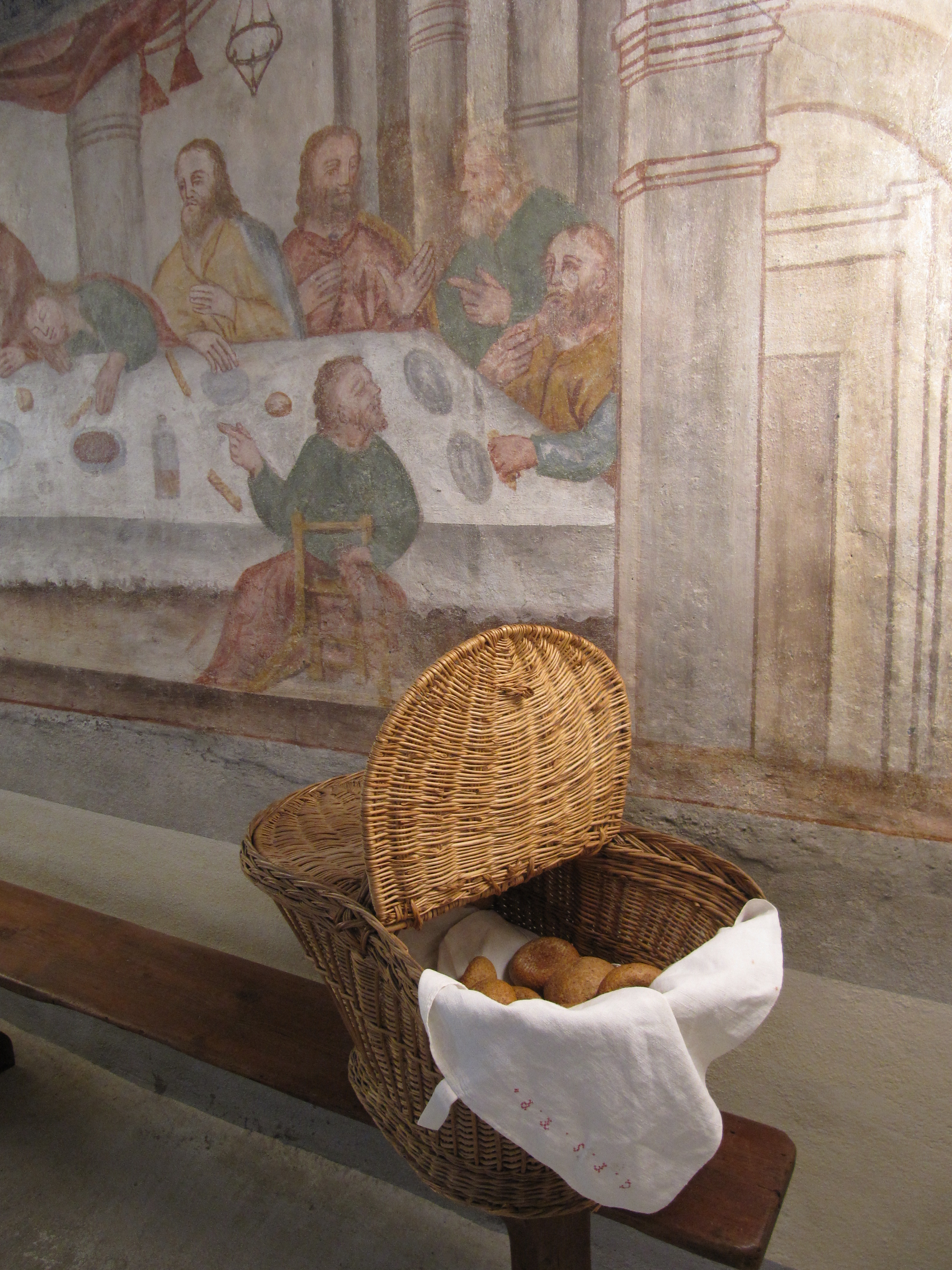
Affresco all'ecomuseo della latteria di Tréby

### Biblioteche
In piazza XXV Aprile 7 ha sede la Biblioteca comunale.

### Musei
- L'Ecomuseo della latteria turnaria di Tréby (Laiterie de Tréby)
- Museo della vite e del vino

### Eventi
Ogni inverno, Donnas ospita la Foire de Saint-Ours de Donnas (Fiera di Sant'Orso di Donnas) nel borgo antico, che anticipa di una settimana la Foire de Saint-Ours di Aosta.
A inizio ottobre, la sagra dell'uva e delle castagne (Foire du raisin et des châtaignes), dedicata ai prodotti simbolo di Donnas in particolare e della bassa Valle d'Aosta in generale.

## Economia

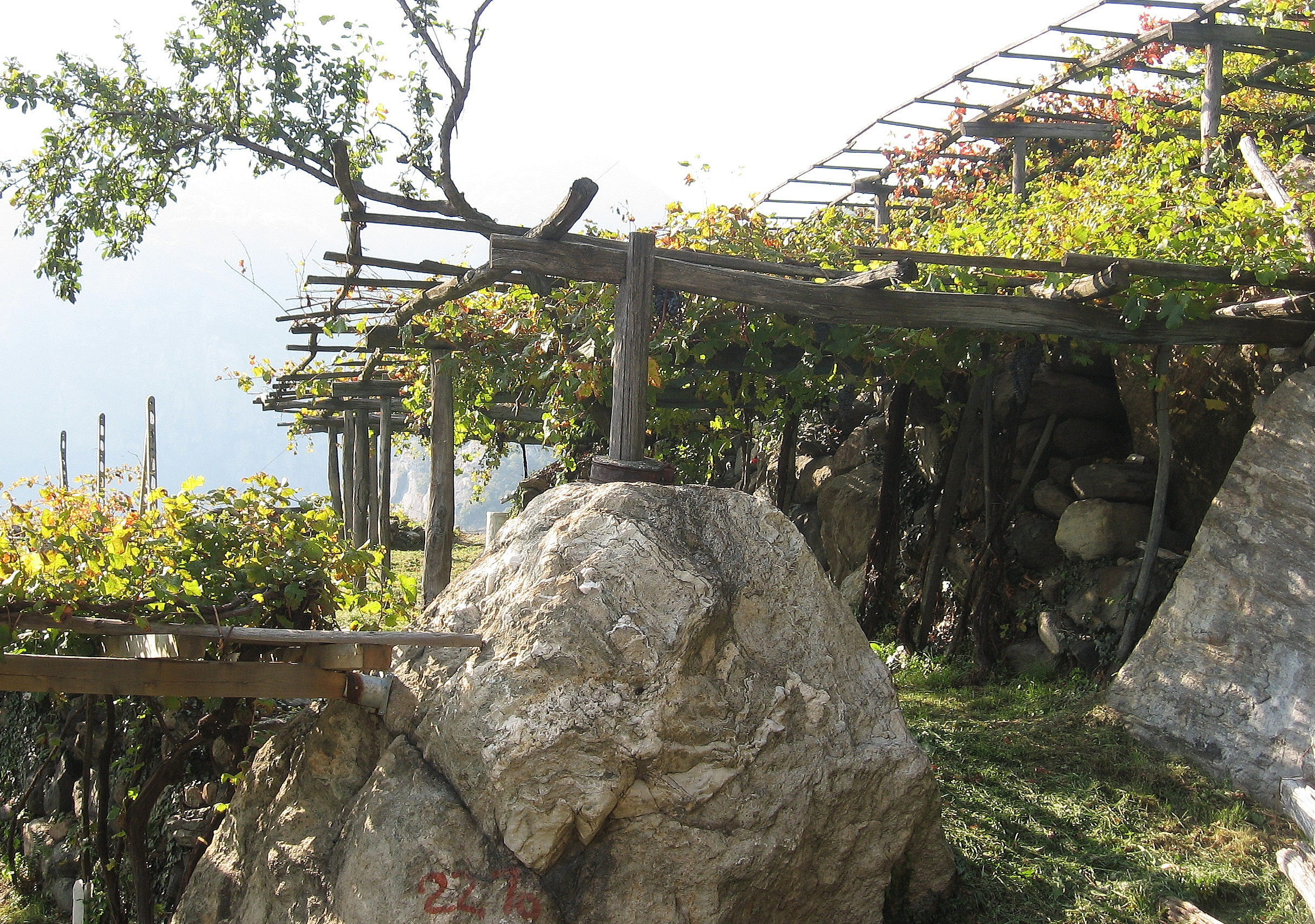
I secolari terrazzamenti della vite, con il caratteristico pergolato

Donnas è la patria del primo vino DOC valdostano, il Valle d'Aosta Donnas (o Vallée d'Aoste Donnas, in francese). I vigneti sono disposti sulla maggior parte del territorio all'adret, e il processo di vinificazione è gestito dalla cooperativa Caves coopératives de Donnas.

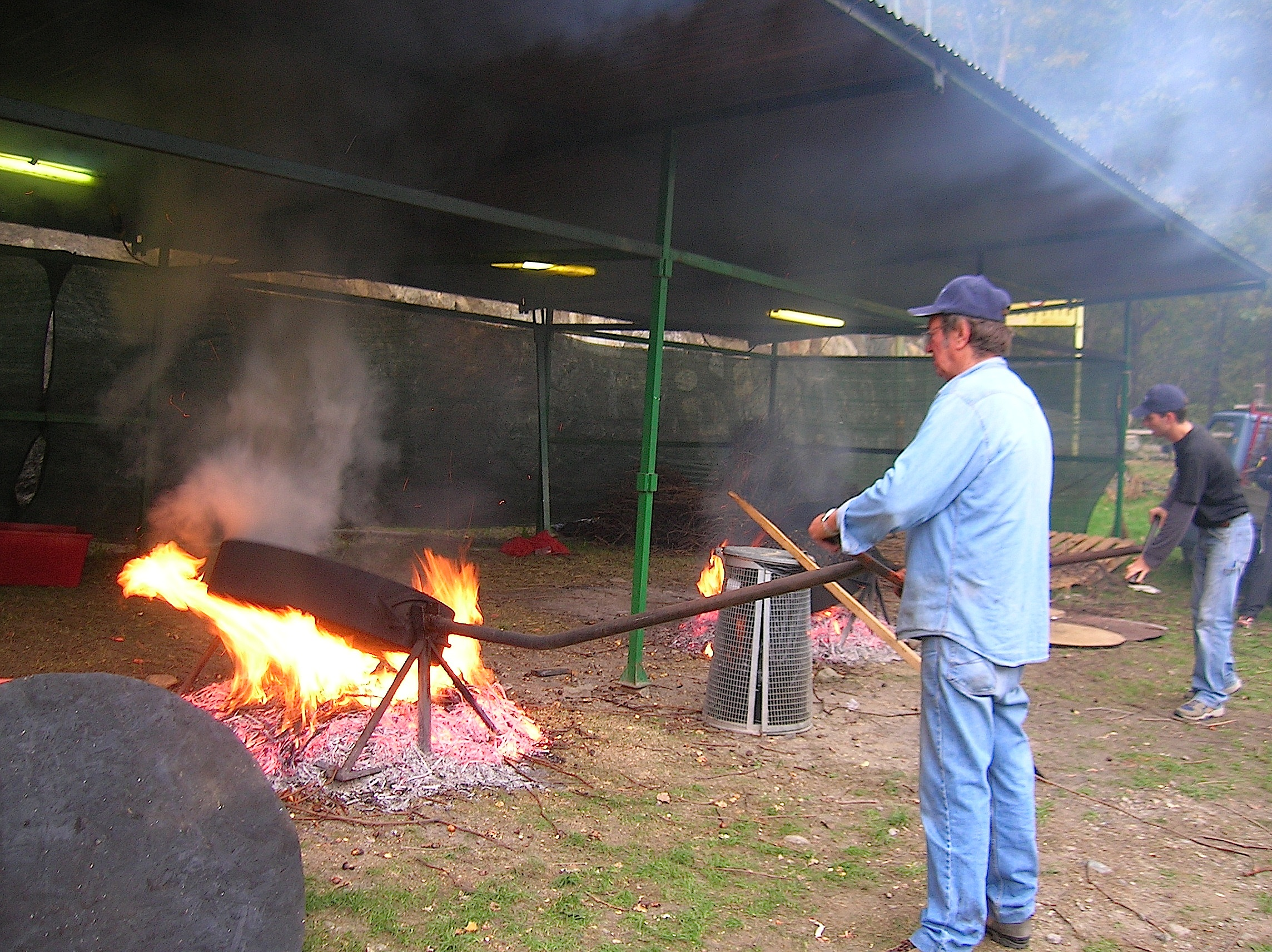
Sagra della castagna di Donnas. A Donnas viene prodotta la varietà di castagne detta donnasc, forse responsabile del toponimo del borgo.

Come in molti comuni valdostani anche nel comune di Donnas si produce energia idroelettrica. La centrale idroelettrica di Vert – Donnas, della Società Idroelettrica di Donnas (SIED) del Gruppo Ferrero, sfrutta le acque della Dora Baltea.

## Infrastrutture e trasporti
Il paese dispone di una propria stazione ferroviaria con treni che ogni giorno si dirigono ad Aosta, Chivasso e Ivrea.

## Amministrazione

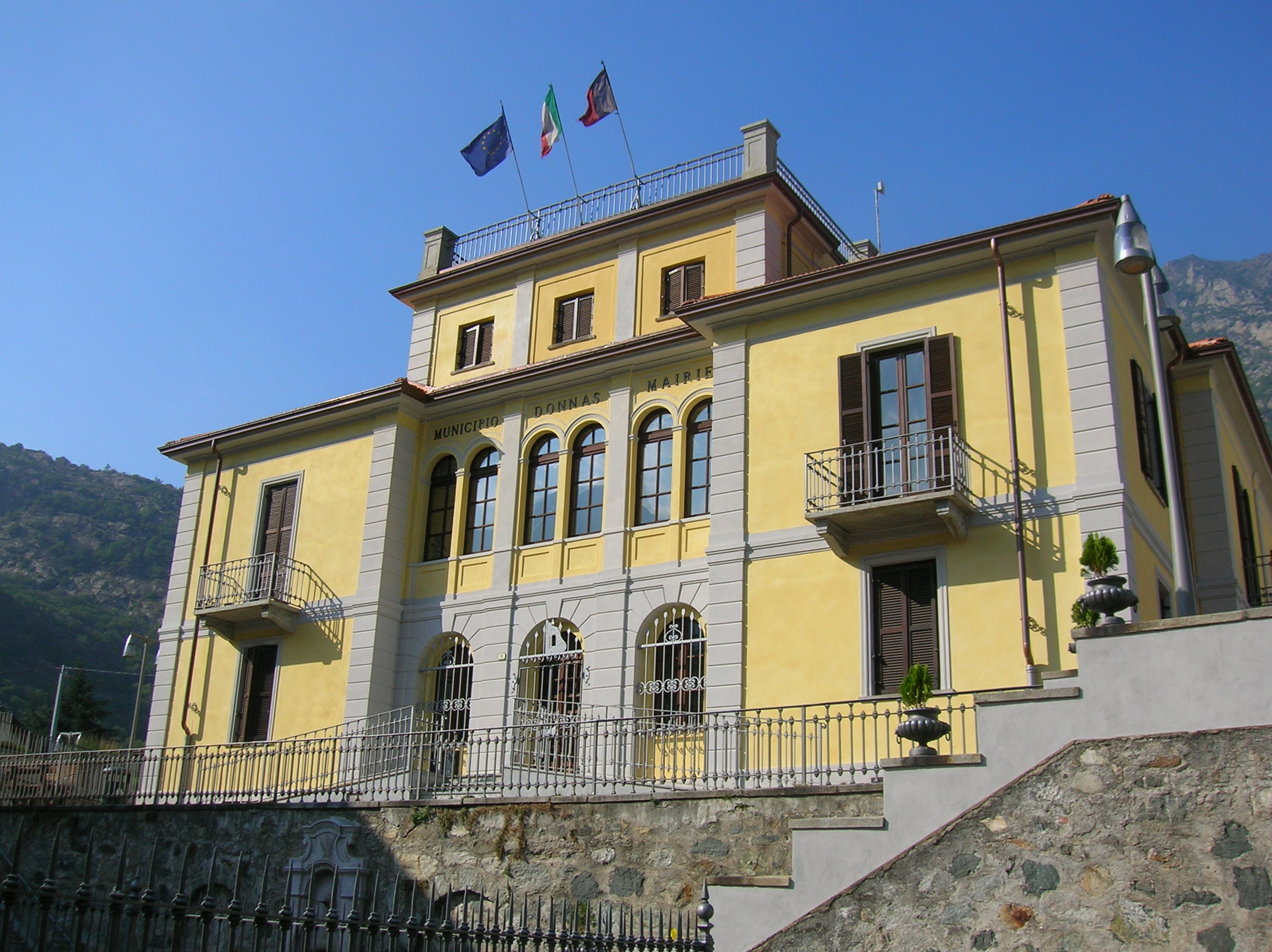
Il municipio

Il comune di Donnas fa parte dell'Unité des Communes valdôtaines Mont-Rose.
Di seguito è presentata una tabella relativa alle amministrazioni che si sono succedute in questo comune.
| Periodo        | Periodo        | Primo cittadino  | Partito          | Carica  | Note   |
| -------------- | -------------- | ---------------- | ---------------- | ------- | ------ |
| 1º giugno 1985 | 17 maggio 1990 | Renato Vallomy   | Union Valdôtaine | Sindaco | [ 20 ] |
| 17 maggio 1990 | 25 giugno 1992 | Renato Vallomy   | Union Valdôtaine | Sindaco | [ 20 ] |
| 25 giugno 1992 | 29 maggio 1995 | Mauro Arvat      | Union Valdôtaine | Sindaco | [ 20 ] |
| 29 maggio 1995 | 8 maggio 2000  | Mauro Arvat      | Union Valdôtaine | Sindaco | [ 20 ] |
| 8 maggio 2000  | 9 maggio 2005  | Mauro Arvat      | lista civica     | Sindaco | [ 20 ] |
| 9 maggio 2005  | 24 maggio 2010 | Mauro Arvat      | lista civica     | Sindaco | [ 20 ] |
| 24 maggio 2010 | 11 maggio 2015 | Amedeo Follioley | lista civica     | Sindaco | [ 20 ] |
| 11 maggio 2015 | in carica      | Amedeo Follioley |                  | Sindaco | [ 20 ] |

### Gemellaggi
- Pianella, dal 1983
- Rocchetta Tanaro, dal 2002

## Sport
In questo comune si gioca a palet, caratteristico sport tradizionale valdostano.
Dal 2013 Donnas è rappresentata calcisticamente dalla società sovracomunale Pont Donnaz Hône Arnad Évançon (siglato PDHAE); nato dalla progressiva fusione di tre club, negli anni 2010-2020 il P.D.H.A.E. si è imposto ai vertici del calcio valdostano, conquistando quale maggior successo la partecipazione alla Serie D. Alcune attività societarie hanno luogo al campo sportivo di Donnas.
Dal 2021 è inoltre attivo il Pont Donnas 2021. Nel 2025 milita in Seconda Categoria.

## Galleria d'immagini

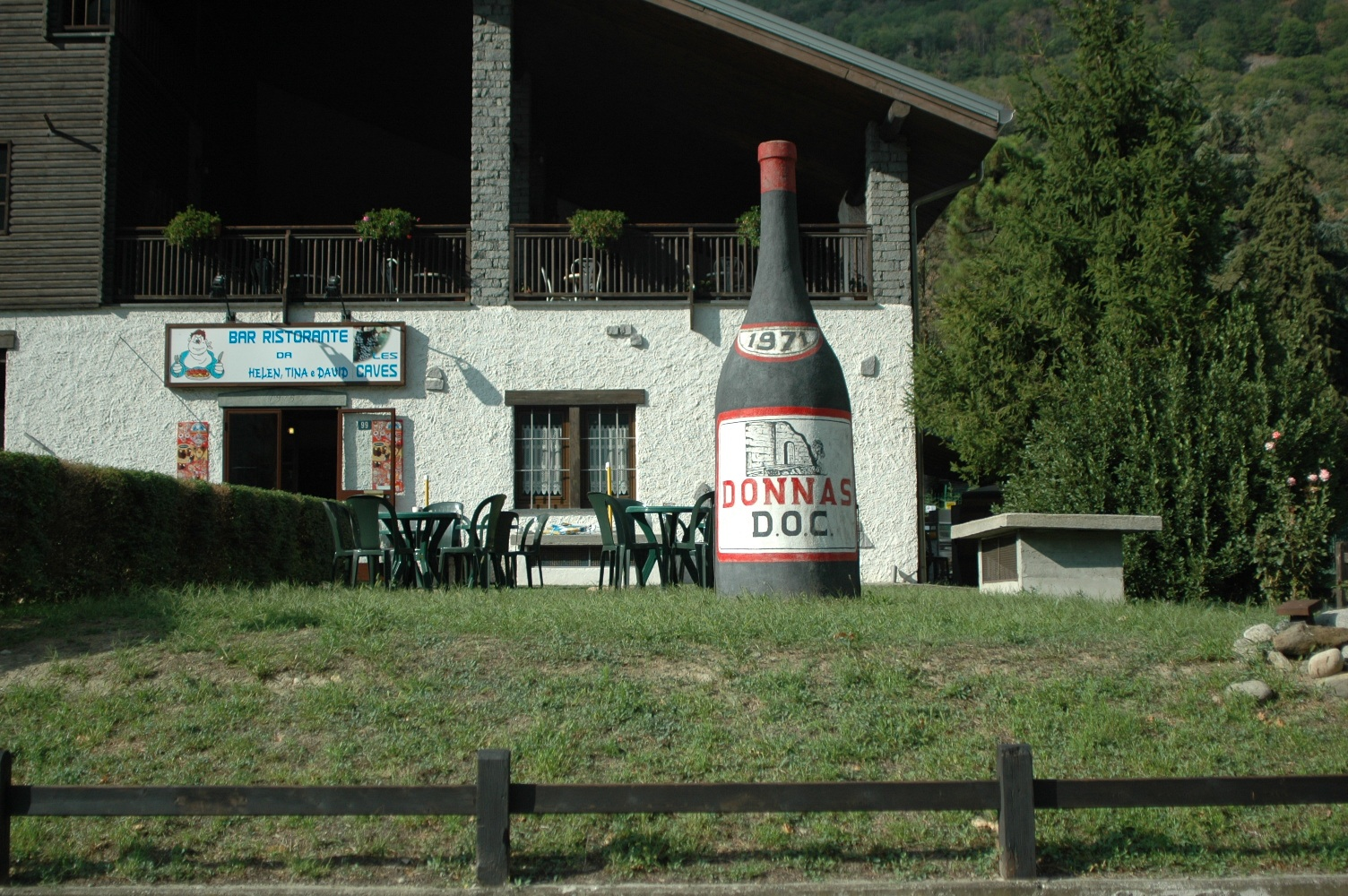
Le Caves coopératives de Donnas, sede della cooperativa vinicola
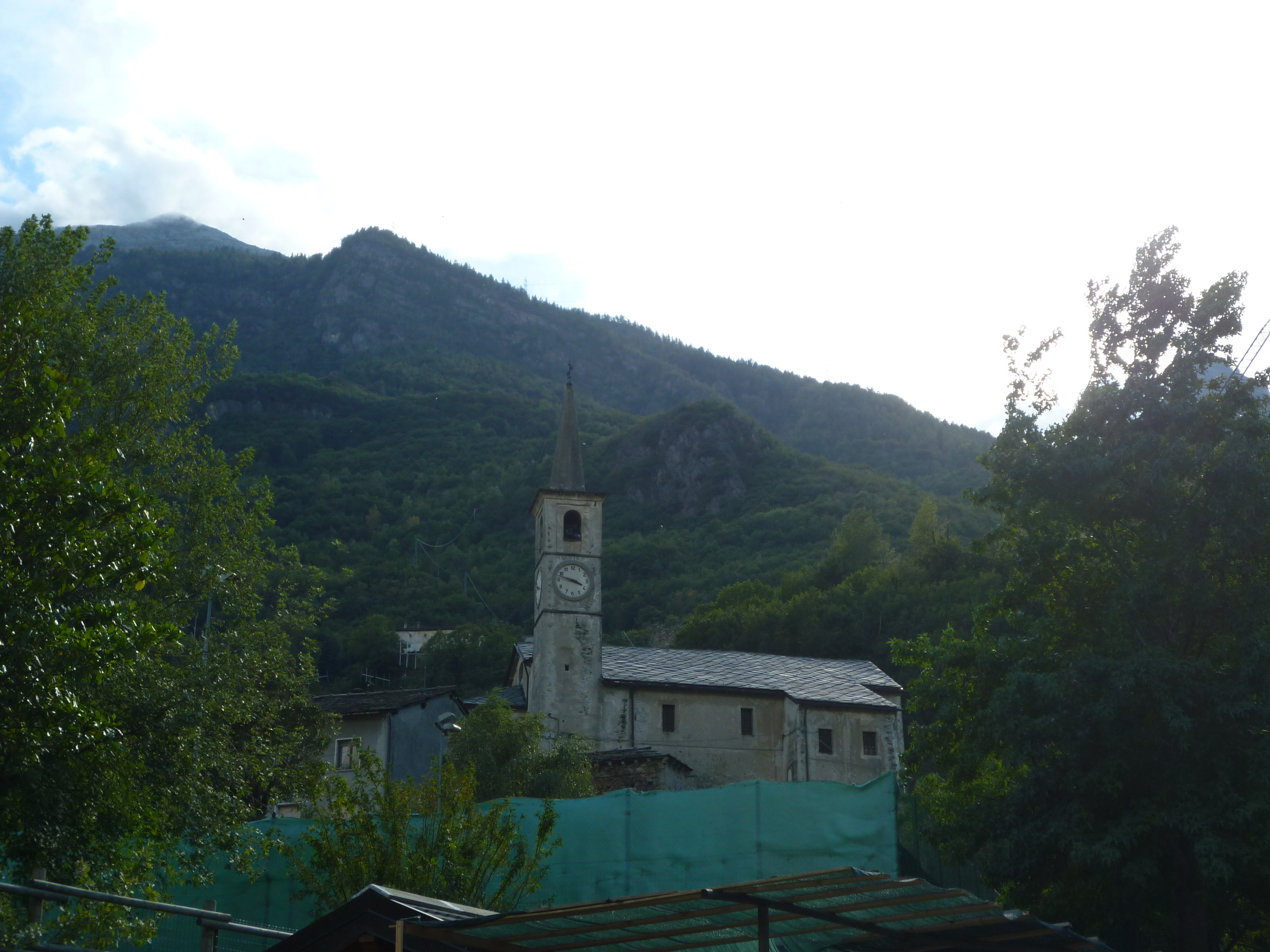
La chiesa di Montey.
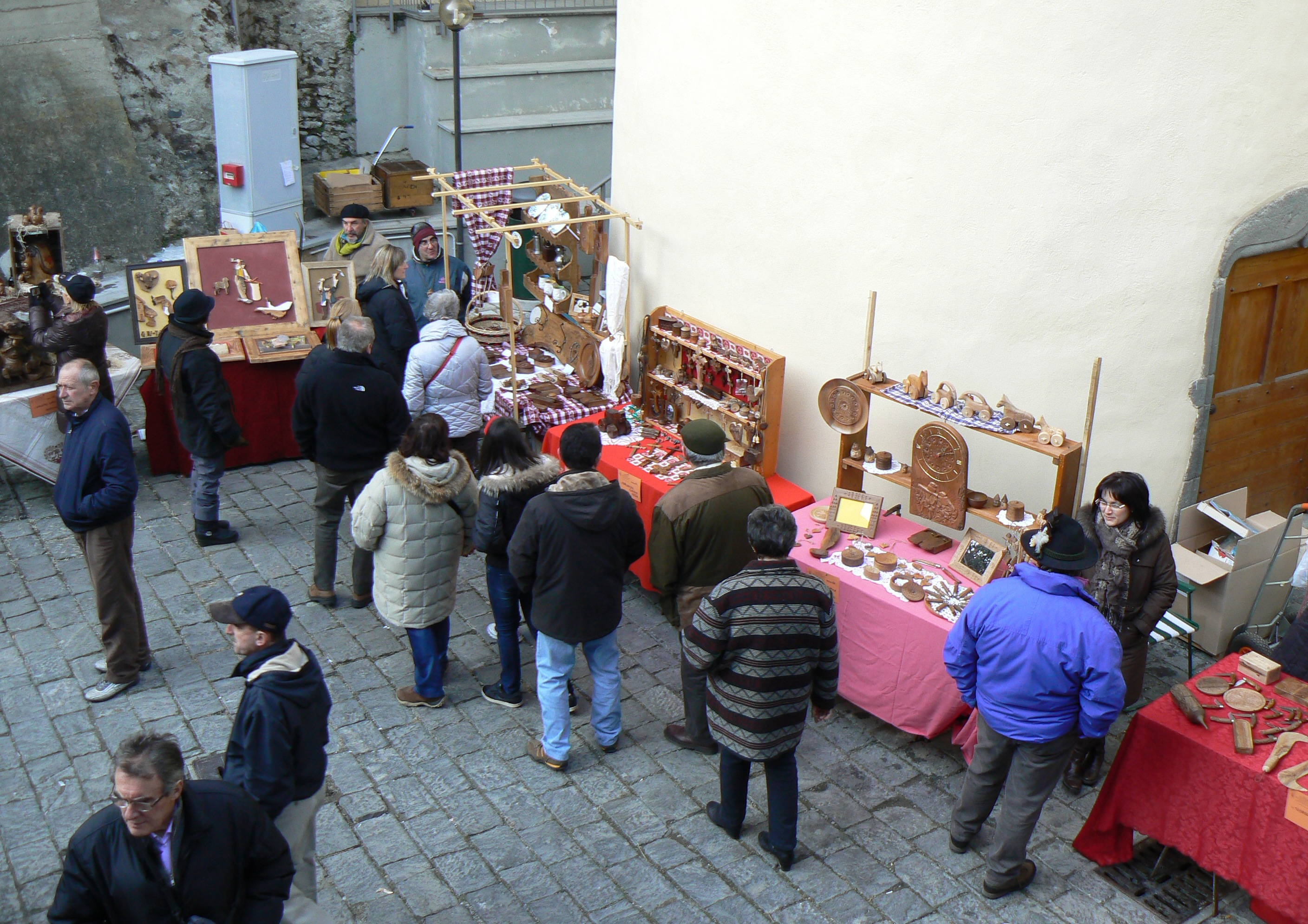
Fiera di Sant'Orso di Donnas